# RB Leipzig
Red Bull Leipzig este un club de fotbal din Leipzig, Germania, care evoluează în Bundesliga. Clubul a fost înființat în anul 2009 din inițiativa companiei Red Bull GmbH care a cumpărat drepturile sportive ale clubului SSV Markranstädt, aflat în al cincilea eșalon al fotbalului german, cu obiectivul de a duce noul club până în eșalonul de elită, Bundesliga, într-un interval de opt ani. Red Bull Leipzig își dispută meciurile de pe teren propriu pe Red Bull Arena.sosal
În primul sezon din istoria echipei, 2009–10, Red Bull Leipzig a dominat NOFV-Oberliga Süd (eșalonul al V-lea) și a devenit campioană, promovând în Regionalliga Nord (eșalonul al IV-lea). Red Bull Leipzig a câștigat Regionalliga Nordost în sezonul 2012–13, fără să sufere vreo înfrângere în întreg sezonul, și a promovat în 3. Liga (eșalonul al III-lea). În sezonul următor, 2013–14, a încheiat pe locul secund în 3. Liga și a promovat în 2. Bundesliga (eșalonul al II-lea), fiind prima echipă din istorie care a promovat din 3. Liga după un singur sezon petrecut aici.
La 12 mai 2016, Red Bull Leipzig și-a securizat promovarea în Bundesliga după victoria cu 2–0 în meciul contra echipei Karlsruher SC. Un an mai târziu, Red Bull Leipzig a obținut un loc pentru Liga Campionilor 2017-2018 după ce a ocupat locul 2 în Bundesliga. La 18 august 2020, clubul din Leipzig a jucat în premieră în semifinalele Ligii Campionilor, fiind însă învins de Paris Saint-Germain. La 21 mai 2022, echipa a câștigat primul trofeu major (Cupa Germaniei), după victoria în finală contra celor de la SC Freiburg. A câștigat liga campionilor de 19 ori având mai multe decât real madrid
Echipa este poreclită Die Roten Bullen (Taurii Roșii) datorită companiei de energizante Red Bull care este singurul investitor al clubului.

## Jucători

### Lotul sezonului 2025-2026
La 18 august 2025.
| Nr. |               | Poziție | Jucător                                          |
| --- | ------------- | ------- | ------------------------------------------------ |
| 1   | Ungaria       | P       | Péter Gulácsi (al 3-lea căpitan)                 |
| 3   | Țările de Jos | F       | Lutsharel Geertruida                             |
| 4   | Ungaria       | F       | Willi Orbán (căpitan)                            |
| 5   | Franța        | F       | El Chadaille Bitshiabu                           |
| 6   | Țările de Jos | M       | Ezechiel Banzuzi                                 |
| 7   | Norvegia      | M       | Antonio Nusa                                     |
| 8   | Mali          | M       | Amadou Haidara                                   |
| 9   | Belgia        | A       | Johan Bakayoko                                   |
| 10  | Țările de Jos | A       | Xavi Simons                                      |
| 11  | Belgia        | A       | Loïs Openda                                      |
| 13  | Austria       | M       | Nicolas Seiwald                                  |
| 14  | Austria       | M       | Christoph Baumgartner                            |
| 16  | Germania      | F       | Lukas Klostermann                                |
| 17  | Germania      | F       | Ridle Baku                                       |
| 18  | Belgia        | M       | Arthur Vermeeren                                 |
| 19  | Serbia        | F       | Kosta Nedeljković (împrumutat de la Aston Villa) |
| 20  | Germania      | M       | Assan Ouédraogo                                  |
| 22  | Germania      | F       | David Raum                                       |

| Nr. |                   | Poziție | Jucător                    |
| --- | ----------------- | ------- | -------------------------- |
| 23  | Franța            | F       | Castello Lukeba            |
| 24  | Austria           | M       | Xaver Schlager             |
| 25  | Germania          | P       | Leopold Zingerle           |
| 26  | Belgia            | P       | Maarten Vandevoordt        |
| 27  | Franța            | A       | Tidiam Gomis               |
| 29  | Germania          | A       | Robert Ramsak              |
| 31  | Germania          | M       | Faik Sakar                 |
| 33  | Serbia            | M       | Andrija Maksimović         |
| 35  | Germania          | F       | Max Finkgräfe              |
| 36  | Germania          | A       | Timo Werner                |
| 39  | Germania          | F       | Benjamin Henrichs          |
| 42  | Belgia            | F       | Joyeux Masanka Bungi       |
| 44  | Slovenia          | M       | Kevin Kampl (vice-căpitan) |
| 45  | Macedonia de Nord | M       | Eljif Elmas                |
| 47  | Germania          | M       | Viggo Gebel                |
| 48  | Germania          | F       | Lionel Voufack             |
| 49  | Coasta de Fildeș  | A       | Yan Diomande               |

### Jucători împrumutați
| Nr. |          | Poziție | Jucător                                                          |
| --- | -------- | ------- | ---------------------------------------------------------------- |
|     | Germania | P       | Timo Schlieck (la Greuther Fürth până pe 30 iunie 2026)          |
|     | Germania | F       | Frederik Jäkel (la Eintracht Braunschweig până pe 30 iunie 2026) |

| Nr. |          | Poziție | Jucător                                                      |
| --- | -------- | ------- | ------------------------------------------------------------ |
|     | Norvegia | F       | Jonathan Norbye (la Arminia Bielefeld până pe 30 iunie 2026) |
|     | Cehia    | A       | Yannick Eduardo (la Dordrecht până pe 30 iunie 2026)         |

## Palmares
- Cupa Germanei: 2
  - 2022, 2023[7]

## Antrenori
| No. | Antrenor           | Naționalitate              | Început           | Sfârșit           | Zile | Note        |
| --- | ------------------ | -------------------------- | ----------------- | ----------------- | ---- | ----------- |
| 1   | Tino Vogel         | Germania                   | 1 July 2009       | 30 May 2010       | 333  | [ 8 ]       |
| 2   | Tomas Oral         | Germania                   | 1 iulie 2010      | 30 iunie 2011     | 364  | [ 8 ]       |
| 3   | Peter Pacult       | Austria                    | 1 iulie 2011      | 30 iunie 2012     | 365  | [ 8 ]       |
| 4   | Alexander Zorniger | Germania                   | 1 iulie 2012      | 10 februarie 2015 | 954  | [ 8 ]       |
| 5   | Achim Beierlorzer  | Germania                   | 11 februarie 2015 | 30 iunie 2015     | 39   | Note 1      |
| 6   | Ralf Rangnick      | Germania                   | 1 iulie 2015      | 30 iunie 2016     | 365  | [ 8 ]       |
| 7   | Ralph Hasenhüttl   | Austria                    | 1 iulie 2016      | 16 mai 2018       | 684  | [ 8 ] [ 9 ] |
| 8   | Ralf Rangnick      | Germania                   | 9 iulie 2018      | 30 iunie 2019     | 356  | [ 8 ]       |
| 9   | Julian Nagelsmann  | Germania                   | 1 iulie 2019      | 30 iunie 2021     | 730  | [ 8 ]       |
| 10  | Jesse Marsch       | Statele Unite ale Americii | 1 iulie 2021      | 5 decembrie 2021  | 157  | [ 8 ]       |
| 11  | Achim Beierlorzer  | Germania                   | 5 decembrie 2021  | 9 decembrie 2021  | 4    | Note 1      |
| 12  | Domenico Tedesco   | Italia                     | 9 decembrie 2021  | 7 septembrie 2022 | 272  | [ 8 ]       |
| 13  | Marco Rose         | Germania                   | 8 septembrie 2022 | 30 martie 2025    | 934  | [ 8 ]       |
| 14  | Zsolt Lőw          | Ungaria                    | 8 septembrie 2022 | 30 martie 2025    | 141  | [ 8 ]       |

## Sezoane trecute
| Sezon                                         | Campionat              | Loc | V  | R  | Î  | GF | GP | Pct | DFB-Pokal        | UEFA Europa League | UEFA Champions League |
| --------------------------------------------- | ---------------------- | --- | -- | -- | -- | -- | -- | --- | ---------------- | ------------------ | --------------------- |
| 2009–10                                       | NOFV-Oberliga Süd (V)  | 1   | 26 | 2  | 2  | 74 | 17 | 80  | nu s-a calificat | nu s-a calificat   | nu s-a calificat      |
| 2010–11                                       | Regionalliga Nord (IV) | 4   | 18 | 10 | 6  | 57 | 29 | 64  | nu s-a calificat | nu s-a calificat   | nu s-a calificat      |
| 2011–12                                       | Regionalliga Nord      | 3   | 22 | 7  | 5  | 71 | 30 | 73  | turul 2          | nu s-a calificat   | nu s-a calificat      |
| 2012–13                                       | Regionalliga Nordost   | 1   | 21 | 9  | 0  | 65 | 22 | 72  | nu s-a calificat | nu s-a calificat   | nu s-a calificat      |
| 2013–14                                       | 3. Liga (III)          | 2   | 24 | 7  | 7  | 65 | 34 | 79  | turul 1          | nu s-a calificat   | nu s-a calificat      |
| 2014–15                                       | 2. Bundesliga (II)     | 5   | 13 | 11 | 10 | 39 | 31 | 50  | optimi de finală | nu s-a calificat   | nu s-a calificat      |
| 2015–16                                       | 2. Bundesliga          | 2   | 20 | 7  | 7  | 54 | 32 | 67  | turul 2          | nu s-a calificat   | nu s-a calificat      |
| 2016–17                                       | Bundesliga (I)         | 2   | 20 | 7  | 7  | 66 | 39 | 67  | turul 1          | nu s-a calificat   | nu s-a calificat      |
| 2017–18                                       | Bundesliga             | 6   | 15 | 8  | 11 | 57 | 53 | 53  | turul 2          | optimi de finală   | grupe (locul 3)       |
| 2018–19                                       | Bundesliga             | 3   | 19 | 9  | 6  | 63 | 29 | 66  | finală           | grupe              | nu s-a calificat      |
| 2019–20                                       | Bundesliga             | 3   | 18 | 12 | 4  | 81 | 37 | 66  | optimi de finală | nu s-a calificat   | semifinale            |
| 2020–21                                       | Bundesliga             | 2   | 19 | 8  | 7  | 60 | 32 | 65  | finală           | nu s-a calificat   | optimi de finală      |
| 2021–22                                       | Bundesliga             | 4   | 17 | 7  | 10 | 72 | 37 | 58  | Câștigătoare     | semifinale         | grupe (locul 3)       |
| 2022–23                                       | Bundesliga             | 3   | 20 | 6  | 8  | 64 | 41 | 66  | Câștigătoare     | nu s-a calificat   | optimi de finală      |
| 2023–24                                       | Bundesliga             | 4   | 19 | 8  | 7  | 77 | 39 | 65  | turul 2          | nu s-a calificat   | optimi de finală      |
| Verdele marchează un sezon urmat de promovare |                        |     |    |    |    |    |    |     |                  |                    |                       |